# Prefectura de Borkou-Ennedi-Tibesti
La prefectura de Borkou-Ennedi-Tibesti fue la más grande de las 14 prefecturas de Chad entre 1960 y 1999. Se transformó en la región de Borkou-Ennedi-Tibesti, una de las 18 regiones en las que se ha dividido el país desde 2002.
Situada en el norte de Chad, era adyacente a Libia, aunque también limitaba con Níger y Sudán. Borkou-Ennedi-Tibesti cubría un área de 600 350 km², casi la mitad de la superficie total de Chad. Tenía una población de 73 185 (en 1993), en parte nómadas y también pequeños pueblos dispersos y otros asentamientos. Su capital era Faya-Largeau.
Se encontraba dividida en las subprefecturas de Borkou, Ennedi y Tibesti.

## Geografía
Borkou-Ennedi-Tibesti se encuentra en el desierto del Sahara y se extiende hasta el Sahel. Su diversa topografía va desde las montañas volcánicas de Tibesti hasta la depresión de Bodélé, un vasto lecho lacustre del Holoceno que es una de las regiones productoras de tormentas de polvo más fuertes de la Tierra. En general, el territorio es extremadamente árido.